# Oboé
O oboé é um instrumento musical de sopro, classificado como um aerofone, membro da família das madeiras. Este instrumento contém uma  palheta dupla. A família das madeiras inclui também as flautas, clarinetes, fagotes, saxofones, entre outros, sendo que oboés e fagotes possuem palhetas duplas. O corpo do oboé, em formato cônico, é normalmente em madeira (ébano, jacarandá e outras), mas pode ser também encontrado em resina, compósitos e plástico. A palheta dupla é constituída por uma pequena e delgada tira de uma cana especial (cana-do-reino), da espécie Arundo donax, dobrada em dois e um pequeno tubo de metal (tudel) é colocado entre os dois lados da tira dobrada, a qual é então passada em volta do tubo e firmemente amarrada a ele. A parte dobrada da tira é cortada e as duas extremidades, criteriosamente desbastadas e raspadas, constituindo então a palheta dupla. O tubo de metal encaixa-se em uma base de cortiça que é firmemente fixada na extremidade superior do oboé.
O oboé constitui por si só uma subfamília de instrumentos, que inclui o oboé soprano em Dó  (o mais comumente encontrado, como o da foto), o oboé d'amore (um pouco mais grave, em Lá), o corne inglês (mais grave ainda, em Fá), além de outros que são bastante raros, como o oboé musette (ou oboé piccolo, em Fá, geralmente), oboé barítono e oboé baixo.
O músico que toca o oboé é denominado oboísta.

## Técnica
O oboé é considerado como um dos instrumentos de sopro de técnica mais difícil (requer grande controle respiratório e relativamente altas pressões de sopro), além de sofisticado controle labial das vibrações da palheta, por meio da chamada embocadura.
Coloca-se a extremidade da palheta dupla entre os lábios, retraindo-os levemente para dentro da boca sem tocar nos dentes. O instrumentista deve manter um sopro contínuo entre as duas extremidades da palheta dupla, colocando-as assim em vibração, uma contra a outra (da mesma maneira que as bordas de uma folha dobrada vibram quando apertadas entre os dedos e sopradas). A vibração das duas canas coloca a coluna de ar existente dentro do oboé também em vibração, produzindo assim o som das notas musicais.

## O som
O som do oboé é rico em parciais harmônicos, sendo as notas agudas bem penetrantes, motivo pelo qual o oboé é o instrumento usado para iniciar o tom de afinação de uma orquestra, a pedido do spalla. O som do oboé é comumente referido como sendo "anasalado", termo discutível, mas que é encontrado em livros de orquestração.

## Resumo da História
Os oboés foram incorporados à orquestra em meados do século XVII, quando desfrutou de grande popularidade entre compositores como Antonio Vivaldi, Johann Sebastian Bach, Alessandro Marcello, Georg Friedrich Händel, Wolfgang Amadeus Mozart.
Alguns compositores se dedicaram à composição de concertos para oboé e orquestra e para oboé e cordas, como Tomaso Albinoni, Mozart e Vivaldi.

## Origem do nome
Oboé vem do nome francês hautbois, que significa madeira alta, devido ao seu registro agudo. Embora a pronúncia atual de hautbois se assemelhe a oboá, até o século XVII a pronúncia era oboé. Como o instrumento já havia se espalhado pelo mundo quando esta mudança ocorreu, o nome permaneceu assim em português e em algumas outras línguas. Pela mesma razão, em algumas línguas o instrumento é chamado de oboa.

## Família do oboé
Outros instrumentos da família do oboé são o oboé piccolo em Fá, o oboé d'amore em Lá, o oboé baixo em Dó (chamado oboé barítono em França) e oboé contrabaixo em Dó.
Aparentados com o oboé são o corne inglês (que integra regularmente as orquestras desde o século XIX) e o Heckelphone.

## Obras brasileiras para oboé
Os principais compositores brasileiros escreveram obras para oboé. Entre eles Francisco Mignone, Almeida Prado, Ernst Mahle, José de Lima Siqueira, Ronaldo Miranda, Estércio Marquez Cunha, Harry Crowl e Osvaldo Lacerda. O Concertino para oboé e cordas de Breno Blauth se tornou muito popular no Brasil e em outros países.
Obras para oboé solo, entre a Fantasia Sul América e Mutationen X de Claudio Santoro e a Partita de Ernst Widmer. Heitor Alimonda também escreveu excelente obra para oboé solo, gravada por Ricardo Rodrigues.
Ernst Mahle compôs um interessante Concertino para corninglês e cordas.